# فاي دي فيانيا
بلدية فاي دي فيانيا (بالإسبانية: Vall de Vianya) هي بلدية تقع في مقاطعة جرندة التابعة لمنطقة كتالونيا شمال شرق إسبانيا.

## الديموغرافيا
بلغ عدد سكان بلدية فاي دي فيانيا 1.315 نسمة عام 2011 (وفقاً للمعهد الوطني الإسباني للإحصاء).
| 1.076 | 1.131 | 1.158 | 1.228 | 1.304 | 1.321 | 1.315 |